# Transposición de Demjanov
La transposición de Demjanov es la reacción química de aminas primarias con ácido nitroso para dar alcoholes con el esqueleto transpuesto. Implica la sustitución por un grupo hidroxilo con una posible expansión del anillo. Lleva el nombre del químico ruso Nikolai Jakovlevich Demjanov (Dem'anov, Demianov) (1861–1938). 

## Mecanismo de reacción
El proceso de reacción comienza con la diazotación de la amina por el ácido nitroso. El grupo diazonio es un buen grupo saliente, que forma gas nitrógeno cuando se desplaza de la estructura orgánica. Este desplazamiento puede ocurrir a través de una transposición (ruta A), en la que migra uno de los enlaces sigma adyacentes al grupo diazo. Esta migración da como resultado una expansión del anillo. El carbocatión resultante es atacado por una molécula de agua. Alternativamente, el grupo diazo puede ser desplazado directamente por una molécula de agua en una reacción SN2 (ruta B). Ambas rutas conducen a la formación de un alcohol con el esqueleto transpuesto.
| A. |
| B. |

## Aplicaciones
La transposición de Demjanov es un método para producir una ampliación de anillo de 1 carbono en anillos de cuatro, cinco o seis miembros. Los anillos resultantes de cinco, seis y siete miembros se pueden usar en otras reacciones sintéticas.
Se ha demostrado que la reacción de Demjanov es susceptible a la regioselectividad. Un ejemplo es un estudio realizado por D. Fattori que analiza la regioselectividad de la transposición de Demjanov en expansiones del esqueleto de monosacáridos. 
Se demostró que cuando una exo metilamina de un sistema con tensión del puente de un sistema bicíclico se somete a la desaminación de ácido nitroso , no produce la expansión del anillo.
Sin embargo, cuando la metilamina endo se sometió a las mismas condiciones, se produjeron una mezcla de alcoholes con esqueleto transpuesto.

## Limitaciones
Esta transposición también conduce a un subproducto sustituido, pero no expandido. Por lo tanto, puede ser difícil aislar los dos productos y adquirir el rendimiento deseado. Además, los estereoisómeros se producen dependiendo de la dirección de adición de la molécula de agua y se pueden producir otras moléculas dependiendo de las transposiciones.
La investigación actual está explorando las posibilidades de varios grupos directivos para influir en la selectividad de los productos en la transposición de Demjanov, como el estaño o el silicio. Esto puede conducir a un mayor éxito con el Demjanov, ya que permitiría un mayor control en la reacción y aumentaría el deseado rendimiento del producto La transposición es increíblemente útil, pero su uso a veces puede resultar ineficaz por la dificultad de crear el producto preferido. Por lo tanto, si los grupos directivos son posibles, esto mejoraría en gran medida la aplicabilidad del Demjanov.

### Transposición de Tiffeneau-Demjanov
La transposición de Tiffeneau-Demjanov (por Marc Tiffeneau y Nikolai Demjanov) es una variación de la transposición de Demjanov, que implica una expansión del anillo y la producción de una cetona mediante el uso de nitrito de sodio en medio ácido. El uso de la reacción Tiffeneau-Demjanov es a menudo ventajoso ya que, si bien hay posibles reordenamientos en los productos, el reactivo siempre experimenta un aumento del anillo. Como en la transposición de Demjanov, los productos ilustran la regioselectividad en la reacción. Las aptitudes migratorias de los grupos funcionales dictan los productos de transposición.
El diazometano también produce expansión del anillo, y su reacción es mecanísticamente similar a la transposición de Tiffeneau-Demjanov.

### Uso de diazometano
El diazometano También produce ampliación de anillo, y su reacción es mechanically similar a la transposición de Tiffeneau-Demjanov.
- Transposición de Wagner–Meerwein